# Mirafiori Motor Village

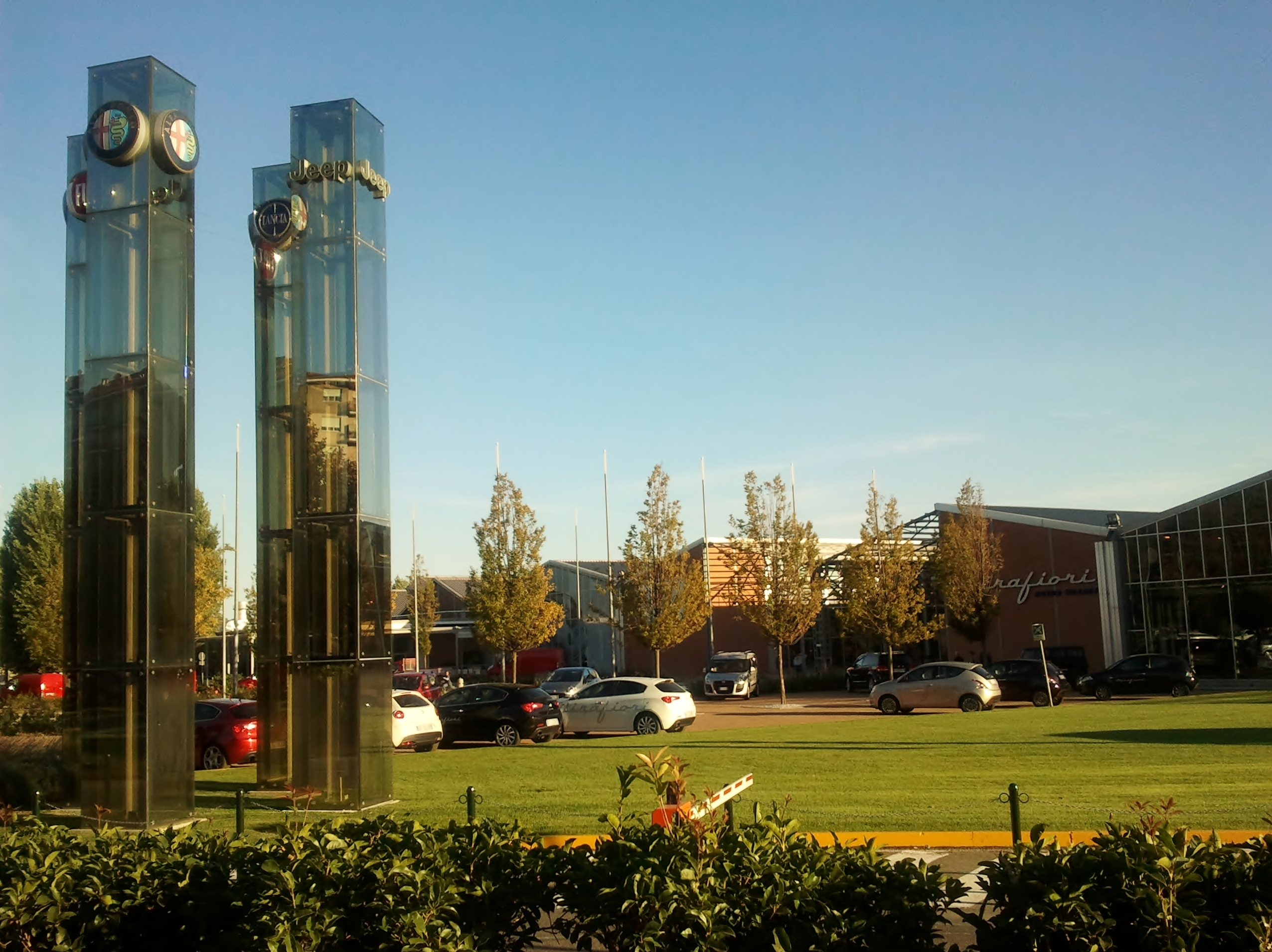
Eingang

Die Mirafiori Motor Village in Turin ist eine Markenwelt und ein Erlebniscenter von Stellantis. Gezeigt werden Fahrzeuge der in Europa vertretenen Marken Alfa Romeo, Fiat, Lancia und Jeep, nicht jedoch der rechtlich unabhängigen Marken Ferrari und Maserati.
Das Mirafiori Motor Village befindet sich in der ehemaligen Fiat-Fabrik Mirafiori, dem heutigen Mirafiori Complex, die ihrerseits das Gründungswerk Lingotto ersetzt hatte, welches heute ein Kulturzentrum und Kunstmuseum von Fiat ist. Die Fahrzeuge im Motor Village werden in verschiedenen Kontexten gezeigt. Spezielle Bereiche widmen sich thematisch beispielsweise der gewerblichen Nutzung des Autos oder Umbauten für Behinderte. Autos können sowohl virtuell im Simulator als auch auf der ehemaligen Werks-Teststrecke gefahren werden. Möbliert ist das Gebäude ganz nüchtern mit IKEA-Möbeln, wofür Fiat mit diesem Unternehmen kooperiert.
Anders als bei der Autostadt von Volkswagen in Wolfsburg steht nicht die Pflege des Markenmythos im Vordergrund, sondern der Gebrauch des Autos.